# 国际排球联合会
国际排球联合会（英語：Fédération Internationale de Volleyball），简称及國際排聯，于1947年在法国巴黎成立，是一个国际间的排球运动管理组织，負責管理及舉辦室內排球及沙灘排球的世界級賽事，制定排球規則及發展排球運動等。其屬下有222個會員成員国。現時总部設于瑞士洛桑。現任主席是巴西籍的法比奧·阿澤維多（Fabio Azevedo）。

## 歷史
國際排球聯合會於1947年4月在法國成立。在二十世紀四十年代後期，歐洲國家聯合會開始討論要成立一個排球運動國際管理機構的需要，最終促使了在1947年組建國際排聯。代表五個不同大洲的14個國家聯合會參加了會議，在4月18日至20日之間，國際排聯正式成立，法國人保羅·利鮑德為國際排聯第一任會長。
1947年國際排聯的主要目標之一就是兩年後舉辦第一屆世界男子排球錦標賽。在1952年，更推出了世界女子排球錦標賽，排球世錦賽亦因此成為國際排聯首個世界級賽事。
1964年，國際奧委會（IOC）批准在奧運會中增加排球，使排球開始成為奧運的比賽项目之一。此時，國際排聯所屬的國家聯合會的數量已增至89個。1969年後期又推出了另一項新的國際賽事 - 世界盃，世界盃之後成為1991年奧運會的資格賽事。
1984年，國際排聯將其總部從法國巴黎遷至瑞士洛桑，並在世界各地加以宣傳。在這方面採取的措施包括推出男子和女子排球的年度比賽（1990年的世界排球聯賽和1993年的世界女排大獎賽），爭取沙灘排球作為奧運賽事的項目（1996年）以及作出一些規則上的變化以提高公眾知名度為目的。
2017年10月，國際排球聯合會推出了一項名為男子排球國家聯賽和女子排球國家聯賽 (VNL) 的新賽事，並於2018年首次亮相。通過先進技術，創新和數字廣播的界限，觀眾將目睹多元化的角度，展現每個球員的世界級運動能力。而隨著此項比賽的推行，舉辦多年男子和女子排球的年度比賽：世界排球聯賽和世界女排大獎賽均被取代。

## 地區及洲份協會
FIVB 屬下有五個地區委員管理地區事務：
- 亞洲排球聯合會（AVC）
- 南美洲排球聯合會（CSV）
- 非洲排球聯合會（CAVB）
- 歐洲排球聯合會（CEV）
- 北美、中美和加勒比排球联合会（NORCECA）

## 歷任国际排联主席
- 鲍尔·利伯（Paul Libaud，1947–1984）
- 鲁本·阿科斯塔（Rubén Acosta，1984–2008）
- 魏纪中（2008–2012）
- 阿里·格拉薩（Ary Graça，2012–2024）
- 法比奧·阿澤維多（Fabio Azevedo，2024–至今）

## 國際排聯英雄
國際排聯英雄（FIVB Heroes）是国际排联的形象宣传活动。 该运动旨在提高对运动员成绩的意识，并提高全球对排球运动的兴趣。國際排聯英雄共有来自19个国家的33名排球运动员和29名沙滩排球运动员，他们都因為有出色表现而入选。

## 主要賽事

### 室内排球

#### 多年一届
- 夏季奧林匹克運動會排球比賽（Olympics）: 每4年一届
- 世界排球錦標賽（World Championship）：1949年—2022年每4年一届，2025年起每2年一届

#### 一年一届
- 男子排球國家聯賽（Men's VNL）
- 女子排球國家聯賽（Women's VNL）
- FIVB男子排球挑戰盃（Men's Challenger Cup）
- FIVB女子排球挑戰盃（Women's Challenger Cup）
- 世界男排俱乐部锦标赛
- 世界女排俱乐部锦标赛

#### 已停辦
- 世界排球聯賽（1990-2017）
- 世界女排大獎賽（1993-2017）
- 世界大冠軍盃排球賽（1993-2017）
- 世界U23男子排球錦標賽（2013-2017）
- 世界U23女子排球錦標賽（2013-2017）
- 世界盃排球賽（1965-2023）

### 沙灘排球
- 夏季奧林匹克運動會沙灘排球比賽
- SWATCH FIVB世界沙灘排球巡迴賽
- 世界沙灘排球錦標賽

### 國際青少年賽事
- 世界青年男子排球錦標賽
- 世界青年女子排球錦標賽
- 世界青少年男子排球錦標賽
- 世界青少年女子排球錦標賽
- 世界少年沙灘排球錦標賽

## 各項賽事應屆冠軍

### 室內排球

#### 成年國家隊、青年隊、青少年隊
| 世界賽事             | 世界賽事 | 成年國家隊        | U23 （男）–（女）   | 青年隊 （男子U21）–（女子U21） | 青少年隊 （男子U19）–（女子U19） | U17 （男子U17）–（女子U17） |        |
| -------------------- | -------- | ----------------- | ------------------- | ------------------------------ | -------------------------------- | --------------------------- | ------ |
| 世界錦標賽           | （男）   | 義大利 （2022）   | 阿根廷 （2017）     | 伊朗 （2023）                  | 法國 （2023）                    | 義大利 （2024）             |        |
| 世界錦標賽           | （女）   | 塞爾維亞 （2022） | 土耳其 （2017）     | 中國 （2023）                  | 美国 （2023）                    | 中國 （2024）               |        |
| 奥林匹克运动会       | （男）   | 法國 （2024）     | 不適用              | 不適用                         | 古巴 （2010）                    | 不適用                      | 不適用 |
| 奥林匹克运动会       | （女）   | 義大利 （2024）   | 不適用              | 不適用                         | 比利时 （2010）                  | 不適用                      | 不適用 |
| 世界盃               | （男）   | 美国 （2023）     | 不適用              | 不適用                         | 不適用                           | 不適用                      |        |
| 世界盃               | （女）   | 土耳其 （2023）   | 不適用              | 不適用                         | 不適用                           | 不適用                      |        |
| 大冠軍盃             | （男）   | 巴西 （2017）     | 不適用              | 不適用                         | 不適用                           | 不適用                      |        |
| 大冠軍盃             | （女）   | 中國 （2017）     | 不適用              | 不適用                         | 不適用                           | 不適用                      |        |
| 排球國家聯賽         | （男）   | 波蘭 （2025）     | 不適用              | 不適用                         | 不適用                           | 不適用                      |        |
| 排球國家聯賽         | （女）   | 義大利 （2025）   | 不適用              | 不適用                         | 不適用                           | 不適用                      |        |
| 區域賽事             | 區域賽事 | 成年隊            | U23/U22             | 青年隊                         | 青少年隊                         | U17/U16                     |        |
| 非洲 （CAVB）        | （男）   | 埃及 （2023）     | 阿尔及利亚 （2017） | 埃及 （2022）                  | 奈及利亞 （2022）                | 埃及 （2023）               |        |
| 非洲 （CAVB）        | （女）   | （2023）          | 埃及 （2016）       | 埃及 （2022）                  | 埃及 （2022）                    | 埃及 （2023）               |        |
| 亞洲和大洋洲 （AVC） | （男）   | 日本 （2023）     | 中華臺北 （2019）   | 伊朗 （2024）                  | 中國 （2024）                    | 伊朗 （2023）               |        |
| 亞洲和大洋洲 （AVC） | （女）   | 泰國 （2023）     | 中國 （2019）       | 中國 （2024）                  | 中國 （2024）                    | 日本 （2023）               |        |
| 歐洲 （CEV）         | （男）   | 波蘭 （2023）     | 法國 （2024）       | 法國 （2024）                  | 法國 （2024）                    | 義大利 （2023）             |        |
| 歐洲 （CEV）         | （女）   | 土耳其 （2023）   | 義大利 （2024）     | 土耳其 （2024）                | 義大利 （2022）                  | 義大利 （2023）             |        |
| 北美洲 （NORCECA）   | （男）   | 美国 （2023）     | 不適用              | 古巴 （2018）                  | 古巴 （2018）                    | 波多黎各 （2023）           |        |
| 北美洲 （NORCECA）   | （女）   | （2023）          | 不適用              | 美国 （2018）                  | 美国 （2018）                    | 墨西哥 （2023）             |        |
| 南美洲 （CSV）       | （男）   | 阿根廷 （2023）   | 巴西 （2016）       | 巴西 （2022）                  | 阿根廷 （2022）                  | 巴西 （2023）               |        |
| 南美洲 （CSV）       | （女）   | 巴西 （2023）     | 巴西 （2016）       | 巴西 （2022）                  | 阿根廷 （2022）                  | 阿根廷 （2023）             |        |

#### 俱樂部
| 賽事                               | 男子                   | 女子                          |
| ---------------------------------- | ---------------------- | ----------------------------- |
| 世界排球俱樂部錦標賽 （男） （女） | Sada Cruzeiro （2024） | 科內利亞諾女排俱樂部 （2024） |
| 非洲排球俱樂部錦標賽               | Al Ahly （2024）       | 扎馬雷克女排俱樂部（2024）    |
| 亞洲排球冠軍聯賽 （男） （女）     | Al Rayyan （2025）     | Zhetysu （2025）              |
| 歐洲排球冠軍聯賽 （男） （女）     | 佩魯賈排球 （2025）    | 科內利亞諾女排俱樂部 （2025） |
| 南美洲排球俱樂部錦標賽             | Sada Cruzeiro （2024） | 米拿斯女排俱樂部 （2024）     |

### 沙灘排球

#### 世界賽事
|      | 奥林匹克運動會                                                     | 世界錦標賽                                          | 世界巡迴賽                                     |
| ---- | ------------------------------------------------------------------ | --------------------------------------------------- | ---------------------------------------------- |
| 男子 | 戴维·奥曼 · 及约纳坦·赫尔维格（瑞典） （2024）                     | Ondřej Perušič · 及David Schweiner（捷克） （2023） | 戴维·奥曼 · 及约纳坦·赫尔维格（瑞典） （2023） |
| 女子 | 安娜·帕特里夏·拉莫斯 · 及愛德華達·桑托斯·利斯博阿（巴西） （2024） | Sara Hughes · 及Kelly Cheng（美国） （2023）        | Kristen Nuss · 及Taryn Kloth（美国） （2023）  |

#### 分齡賽事
|      | 青年奧林匹克運動會                                    | U23世錦賽                                                        | U21世錦賽                                                     | U19世錦賽                                                  | U17世錦賽                                         |
| ---- | ----------------------------------------------------- | ---------------------------------------------------------------- | ------------------------------------------------------------- | ---------------------------------------------------------- | ------------------------------------------------- |
| 男子 | 戴维·奥曼 · 及约纳坦·赫尔维格（瑞典） （2018）        | Maciej Kosiak · 及Maciej Rudol（波兰） （2014）                  | Joppe van Langendonck · 及Kyan Vercauteren（比利时） （2023） | Gustavs Auziņš · 及Kristians Fokerots（拉脫維亞） （2022） | Florian Breer · 及Yves Haussener（瑞士） （2014） |
| 女子 | Maria Bocharova · 及Maria Voronina（俄罗斯） （2018） | 玛丽亚费·阿塔乔·德尔索拉尔 · 及Nicole Laird（澳大利亚） （2014） | Desy Poiesz · 及Brecht Piersma（荷兰） （2023）               | Daria Romaniuk · 及Yeva Serdiuk（乌克兰） （2022）         | Morgan Martin · 及凱瑟琳·普魯默（美国） （2014）  |

## FIVB世界排名
FIVB會定期根據最近的成績發佈最新的世界排名列表，除了成年國家隊排名外，也會發佈青年組和青少年組的世界排名。
| 排名 | 变化 | 队伍       | 积分   | 洲分    |
| ---- | ---- | ---------- | ------ | ------- |
| 1    | ━    | 波蘭       | 401.31 | CEV     |
| 2    | ━    | 法國       | 378.07 | CEV     |
| 3    | ━    | 美国       | 365.87 | NORCECA |
| 4    | ━    | 斯洛維尼亞 | 352.50 | CEV     |
| 5    | ━    | 義大利     | 346.23 | CEV     |
| 6    | ━    | 日本       | 338.12 | AVC     |
| 7    | ━    | 巴西       | 305.87 | CSV     |
| 8    | ━    | 德国       | 274.38 | CEV     |
| 9    | ━    | 阿根廷     | 266.94 | CSV     |
| 10   | ━    | 塞爾維亞   | 259.28 | CEV     |

| 排名 | 变化 | 队伍     | 积分   | 洲分    |
| ---- | ---- | -------- | ------ | ------- |
| 1    | ━    | 義大利   | 437.03 | CEV     |
| 2    | ━    | 巴西     | 407.09 | CSV     |
| 3    | ━    | 美国     | 362.27 | NORCECA |
| 4    | ━    | 土耳其   | 352.61 | CEV     |
| 5    | ━    | 中國     | 350.30 | AVC     |
| 6    | ━    | 波蘭     | 349.75 | CEV     |
| 7    | ━    | 日本     | 325.18 | AVC     |
| 8    | ━    | 加拿大   | 284.76 | NORCECA |
| 9    | ━    | 荷蘭     | 283.99 | CEV     |
| 10   | ━    | 塞爾維亞 | 280.42 | CEV     |

## 外部連結
- 國際排球總會（页面存档备份，存于）